# Typhochrestus cyrenanius
Typhochrestus cyrenanius là một loài nhện trong họ Linyphiidae.
Loài này thuộc chi Typhochrestus. Typhochrestus cyrenanius được J. Denis miêu tả năm 1964.